# Nicanor Berrío Márquez
José Nicanor Berrío Márquez fue un político peruano. 
Nació en Santo Tomas, capital de la provincia de Chumbivilcas, el 10 de enero de 1891 hijo de Juan Cancio Berrío Aguirre y Estefanía Márquez de la Vega. En 1905 se casó en el Cusco con Saturnina Medina Olazabal con quien tuvo siete hijos: Olimpia, María Carmen, Mario Alfredo, Carmen, Alicia, Blanca y María Teresa.
Fue elegido diputado por la provincia de Chumbivilcas en 1945 con 574 votos durante el gobierno de José Luis Bustamante y Rivero.